# Henrique Avancini
Henrique Avancini   (Petrópolis, 30 de març de 1989) és un exciclista de la modalitat de cross-country olímpic i director esportiu brasiler. Va competir a la prova de XCO el 2016 a les Olimpíades representant la selecció brasilera. Actualment, és corredor de l'equip Cannondale Factory Racing i és un dels ciclistes amb més punts del rànquing UCI Mundial. Ha participat en diverses ocasions a la Absa Cape Epic, on va guanyar el pròleg i l'etapa 1 l'any 2017, i l'etapa 7 l'any 2016 de la mà del seu company d'equip Manuel Fumic.
L'agost de 2023, setmanes després d'aconseguir per segon cop el Campionat del món de ciclisme de muntanya en marató, va anunciar la seva retirada de l'esport professional. El fluminense va confirmar que continuaria al capdavant del seu equip junior Caloi Henrique Avancini Racing Team.

## Resultats destacats
2013
 Campionat Nacional XCO
 Campionat d'Amèrica XCO
2014
 Jocs de Sud-amèrica XCO
 Campionat Nacional XCO
2015
 Campionat d'Amèrica XCO
 Campionat Nacional XCO
 General "Cyprus Sunshine Cup"
2016
 Campionat Nacional XCO
 Etapa 7 Cape Epic
 Campionat d'Amèrica XCO
2017
Cape Epic
 Prologue & Stage 1  Campionat d'Amèrica XCO
 Campionat Nacional XCO
2018
 Campionats del Món UCI XCM
 Campionat Nacional XCO
2019
 Campionat Nacional XCO
 General UCI XCO World Cup
 Vallnord
 Les Gets
2020
 General UCI Ranking XCO
 Nové Město #2 UCI XCC World Cup
 Campionat Nacional XCO
 Campionat Nacional XCC
 Nové Město #2
2021
 Campionat Nacional XCO
 Campionat Nacional XCC
2022
 Campionat d'Amèrica XCO
 Campionat d'Amèrica XCC
 Campionat Nacional XCO
 Campionat Nacional XCC
 Brasil Ride Bahia - Stage Class 1
2023
 Campionat Nacional XCO
 Campionat Nacional XCC
 Campionats del Món UCI XCM